# كأس سويسرا 2014–15
كأس سويسرا 2014–15 هو الموسم 90 من كأس سويسرا. أقيم خلال الفترة 23 أغسطس 2014 وحتى 7 يونيو 2015، وأشرف على تنظيمه اتحاد سويسرا لكرة القدم، وكان عدد الأندية المشاركة فيه 64، وفاز فيه نادي سيون.